# David Zard
David Zard (Tripoli, 6 gennaio 1943 – Roma, 27 gennaio 2018) è stato un produttore discografico, produttore teatrale e impresario teatrale italiano.

## Biografia
Nato a Tripoli da famiglia di religione ebraica, David Zard cominciò la sua attività di impresario musicale organizzando concerti per la locale comunità italiana, abbandonando la Libia nel 1967 a seguito delle persecuzioni contro i cittadini ebrei in concomitanza della guerra dei sei giorni.
Nel 1974 Zard organizzò il Santa Monica Rock Festival, un concerto che si sarebbe dovuto tenere al circuito di Santa Monica e che avrebbe portato in Italia Rod Stewart, Lou Reed, Ten Years After, tutti già sotto contratto: il progetto venne ostacolato subito dalle autorità, finendo poi per essere annullato all'ultimo momento e causando disordini.
Alla fine del decennio Zard allestì invece La Carovana del Mediterraneo, dal progetto musicale di Angelo Branduardi, e in seguito pure i concerti italiani di David Bowie (del Glass Spider Tour  del 1987 e del Sound and Vision Tour del 1990) e Michael Jackson del Bad World Tour a Roma e Torino nel 1988 e del Dangerous World Tour a Roma e a Monza nel 1992.
Nel 1991 interpretò un agente segreto nel film Il muro di gomma di Marco Risi.
Nel 2002 Zard si accordò con Riccardo Cocciante per portare in Italia la sua opera Notre-Dame de Paris, nel 2003 collaborò con Lucio Dalla e Ferdinando Pinto nell'opera moderna Tosca - Amore disperato in qualità di produttore,  nel 2006 produsse Dracula Opera Rock della PFM mentre nel 2013 per Romeo e Giulietta - Ama e cambia il mondo.
Fu agente e produttore discografico di Loredana Bertè e di Gianna Nannini.
Zard è morto a 75 anni il 27 gennaio 2018 presso il Policlinico Gemelli di Roma, dopo una lunga malattia.

## Vita privata
Era sposato e padre di un figlio maschio, Clemente, amministratore delegato e proprietario di Vivo Concerti.